# Милангер
Милангер (њем. Mühlanger) општина је у њемачкој савезној држави Саксонија-Анхалт. Једно је од 39 општинских средишта округа Витенберг. Према процјени из 2010. у општини је живјело 1.399 становника. Посједује регионалну шифру (AGS) 15091230.

## Географски и демографски подаци
Милангер се налази у савезној држави Саксонија-Анхалт у округу Витенберг. Општина се налази на надморској висини од 69 метара. Површина општине износи 12,2 km². У самом мјесту је, према процјени из 2010. године, живјело 1.399 становника. Просјечна густина становништва износи 115 становника/km².